# Kaiserstraße 56 (Mönchengladbach)

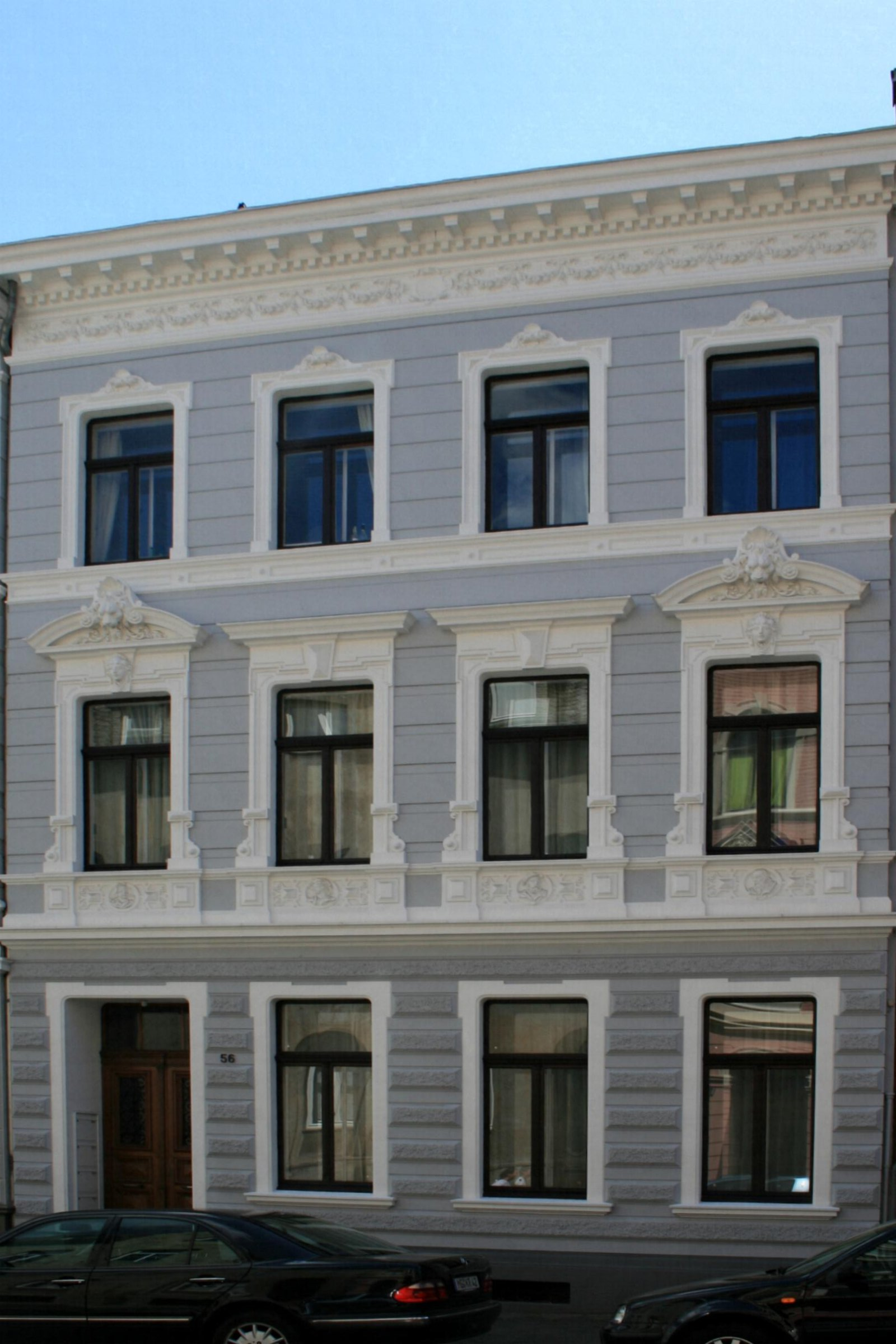
Wohnhaus (2010)

Das Wohnhaus Kaiserstraße 56 steht in Mönchengladbach (Nordrhein-Westfalen).
Das Gebäude wurde um die Jahrhundertwende erbaut. Es wurde unter Nr. K 003  am 4. Dezember 1984 in die Denkmalliste der Stadt Mönchengladbach eingetragen.

## Architektur
Es handelt sich um ein dreigeschossiges Mehrfamilienwohnhaus mit Vier-Fenster-Teilung, Eingang linksseitig angeordnet. Die Stuckfassade verwendet Formen des Historismus im Übergang zum Jugendstil.